# Begonia divaricata
Espèce
Synonymes
- Begonia divaricata f. minor Irmsch.[2]

Begonia divaricata est une espèce de plantes de la famille des Begoniaceae.
L'espèce fait partie de la section Bracteibegonia.
Elle a été décrite en 1953 et publiée en 1954 par Edgar Irmscher (1887-1968).

## Répartition géographique
Cette espèce est originaire du pays suivant : Indonésie.

## Liste des variétés
Selon Tropicos (6 février 2017) :
- variété Begonia divaricata var. divaricata